# Talla (técnica)

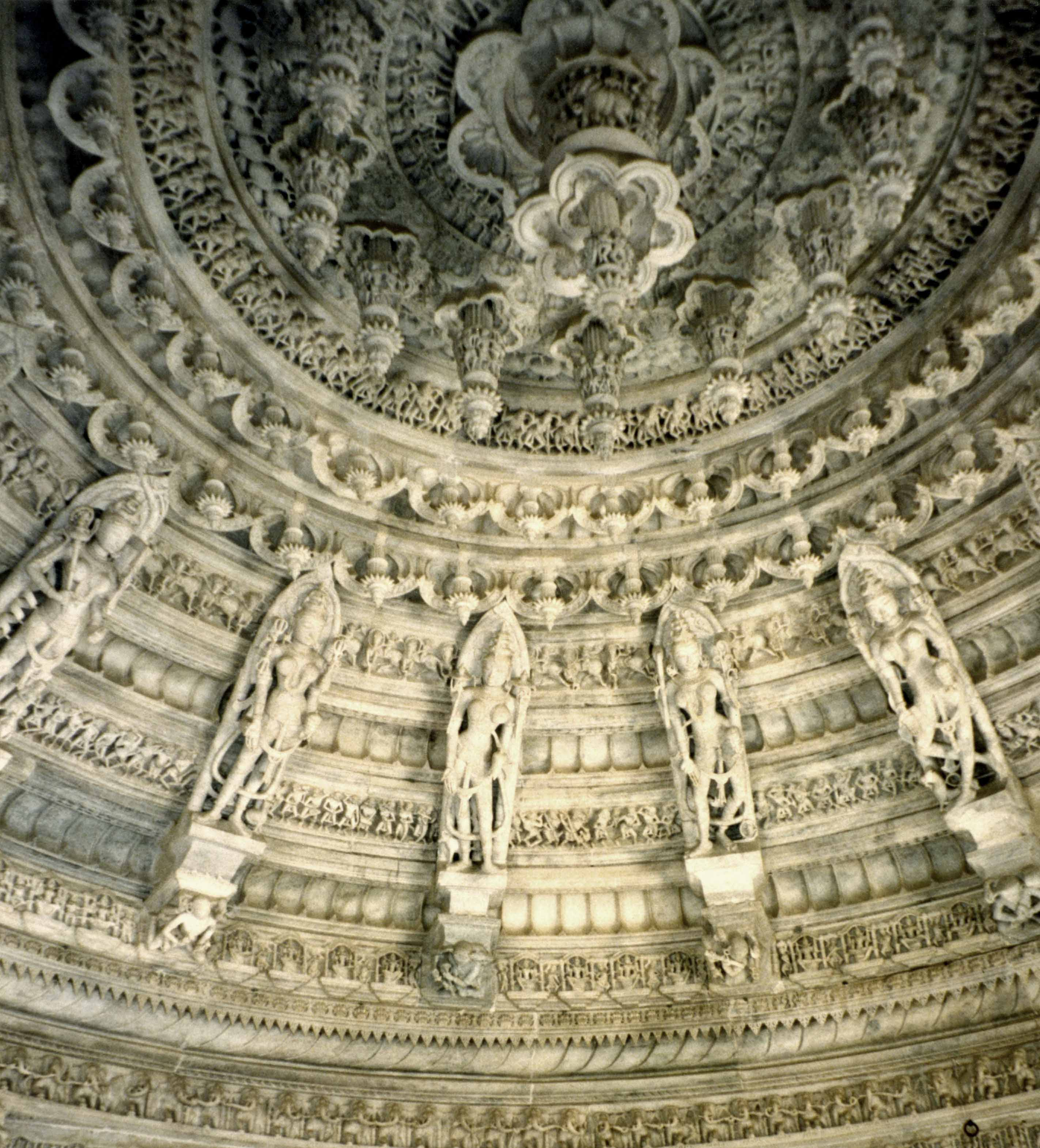
Los techso de los templos jainistas de Dilwara son famosos por sus extraordinarias tallas en mármol y su diseño arquitectónico.

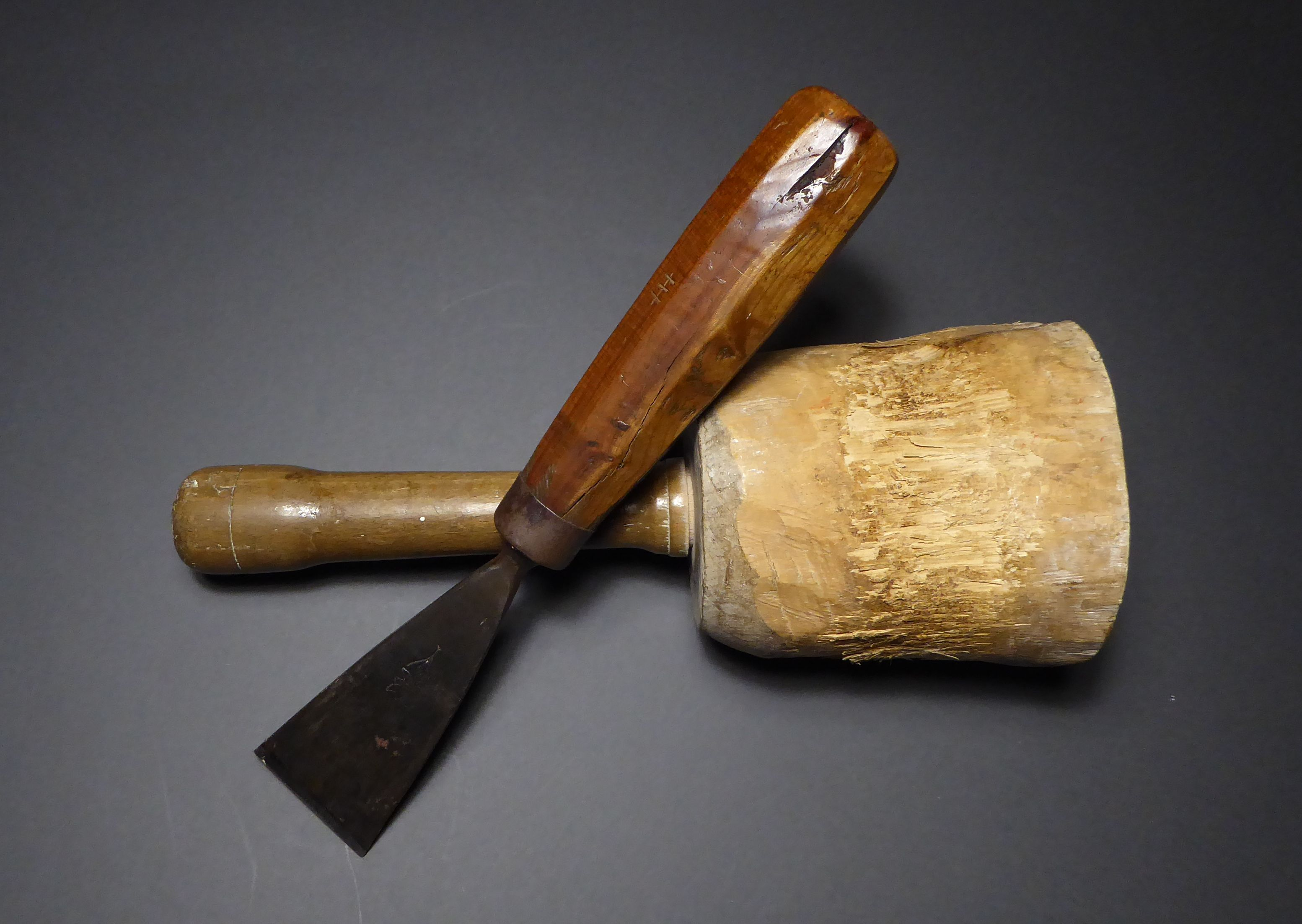
Herramientas de tallado.

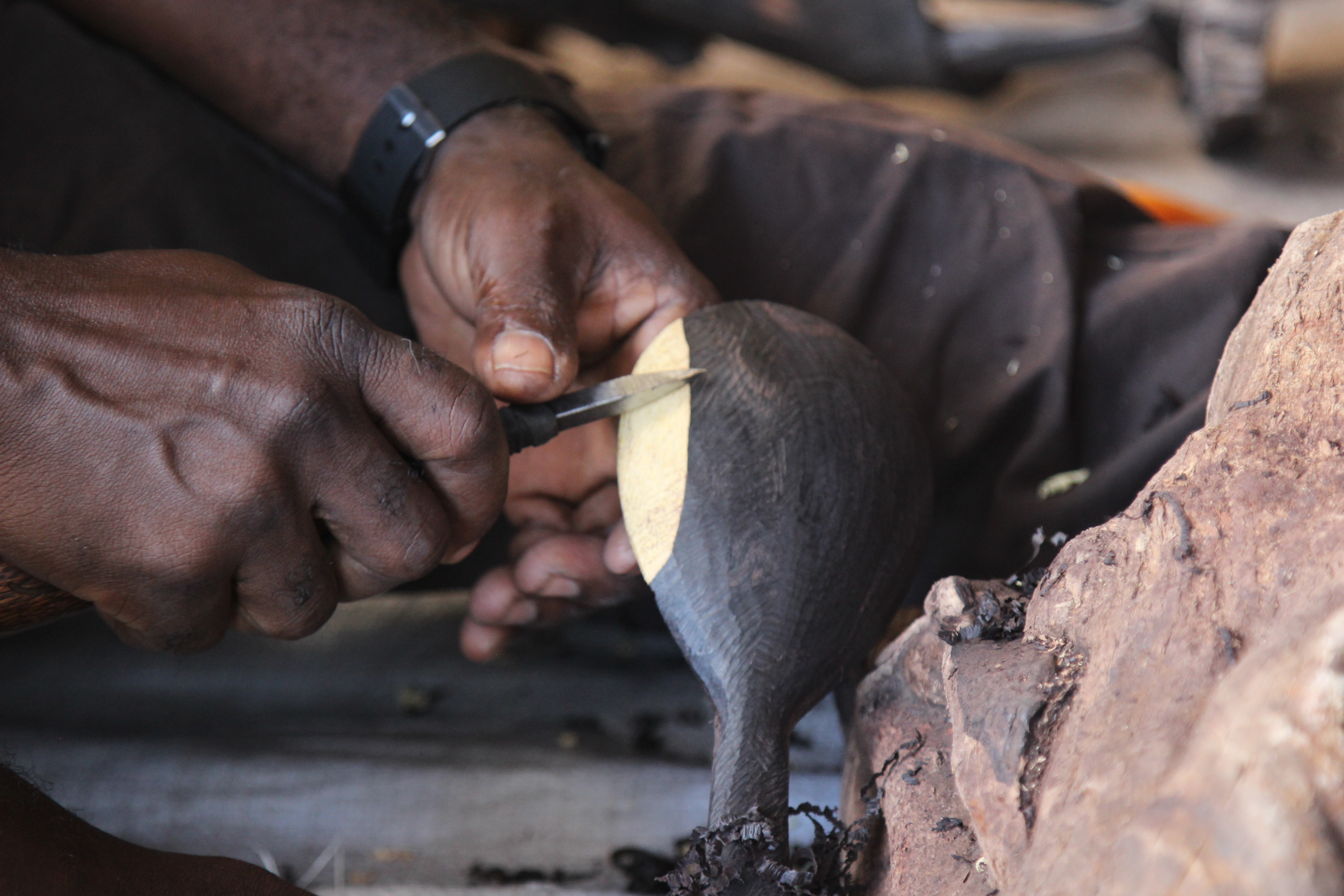
Talla de una cuchara de madera en África.

Relieve de la Natividad tallado en madera de pino suizo por Ludwig Moroder, 1920, en Urtijëi.

La talla (del latín taleare, "cortar" y este de talea, "retoño") es una técnica utilizada para labrar diferentes materiales duros, principalmente en el trabajo de la madera. El término no solo hace referencia al trabajo de la madera, sino también de la piedra, el marfil, huesos de animales u otros materiales mediante instrumentos cortantes, formones, cinceles, gubias, buriles, hierros de tallar y otras herramientas afiladas. Para la labor de talla se emplean martillos o mazos de madera muy dura que percuten sobre la herramienta de corte a percusión. 
Cualquiera que sea el material utilizado, las características esenciales de la talla son las mismas. El tallista parte de una masa sólida de material y la reduce sistemáticamente, raspando partes de ese material a la forma deseada. Esta técnica puede aplicarse a cualquier material que sea lo suficientemente sólido como para mantener una forma incluso cuando se le han quitado partes, pero lo suficientemente blando como para que se puedan raspar partes con las herramientas disponibles. Una vez que se ha bloqueado el material, se trabaja progresivamente, tallando primero las formas y los planos de mayor contorno y luego los más pequeños hasta llegar finalmente a los detalles de la superficie para, finalmente, proceder al acabado deseado por el artista.
La talla, como medio para hacer esculturas de piedra o madera, es distinta de los métodos que utilizan materiales blandos y maleables como la arcilla o el vidrio fundido, que pueden moldearse en las formas deseadas mientras están blandos y luego endurecerse en esa forma. La talla suele requerir mucho más trabajo que los métodos que utilizan materiales maleables. El tratamiento artístico de los metales, mediante corte y entallado, suele denominarse grabado.

## Talla en madera
En las zonas densamente arboladas, numerosas profesiones estaban asociadas a la actividad de la talla, como los talladores de cucharas o tallistas, propiamente dichos. Hoy en día, los productos prácticos de la talla y las esculturas se fabrican cada vez más industrialmente con fresadoras copiadoras controladas por CAD. Estrechamente relacionado con la talla está el torneado de la madera, cuya profesión correspondiente es la de tornero.
Además de la creación de obras escultóricas en madera, el tallado se utiliza habitualmente en la xilografía, el tallado sobre madera para obtener matrices de impresión, tallado a buril en grabado (denominada talla dulce) y en la glíptica, tallado sobre gemas y piedras semipreciosas.